# Aphelopus melaleucus
Aphelopus melaleucus är en stekelart som först beskrevs av Johan Wilhelm Dalman 1818.  Aphelopus melaleucus ingår i släktet Aphelopus, och familjen stritsäcksteklar. Arten är reproducerande i Sverige.